# Mapillary
Mapillary è un servizio per la condivisione di foto geolocalizzate originariamente sviluppato da Mapillary AB, azienda con sede a Malmö, in Svezia. L'obiettivo del servizio è di rappresentare fotograficamente il mondo intero, non solamente le strade, usando le foto in modalità crowdsourcing, ovvero con i contributi delle persone.

## Storia
Il progetto nacque a settembre 2013 con un'applicazione per dispositivi con sistema operativo iOS. L'applicazione per i sistemi Android venne pubblicata invece a gennaio 2014.
Un anno dopo, la società di investimenti Sequoia Capital finanziò Mapillary per 1,5 milioni di dollari.
Nel giugno 2020 Meta Platforms ha acquisito Mapillary.

## Licenza
Le foto di Mapillary possono essere usate sotto licenza Creative Commons 4.0 Attribution-ShareAlike (CC-BY-SA).
C'è un permesso speciale per derivare dati dalle foto per contribuire ai progetti OpenStreetMap e Wikimedia Commons.
Le tracce GPX possono essere usate senza alcuna restrizione e i dati derivati possono essere usati sotto licenza ODbL.